# Kikuchi Ryuho
Kikuchi Ryuho (sinh ngày 9 tháng 12 năm 1996) là một cầu thủ bóng đá người Nhật Bản.

## Sự nghiệp câu lạc bộ
Kikuchi Ryuho hiện đang chơi cho Renofa Yamaguchi FC.